# Hino da República Socialista Soviética da Ucrânia
O Hino da República Socialista Soviética da Ucrânia (em ucraniano :Державний гімн  Української Радянської Соціалістичної Республіки) foi o hino nacional da Ucrânia enquanto esta era uma república soviética na URSS, entre 1949 e 1991. A músca foi composta por Anton Dmytrovych Lebedynets, e a letra foi escrita por Pavlo Tychyna.
Em 1978, uma segunda versão da letra foi feita por Mykola Bazhan para remover as menções de Josef Stalin. Esta é a versão apresentada aqui.